# جاي باشمان
جاي باشمان (بالإنجليزية: Jay Bachman)‏ هو لاعب كرة قدم أمريكية أمريكي، ولد في 8 ديسمبر 1945 في هاملتن في الولايات المتحدة.

## وصلات خارجية
- جاي باشمان على موقع مرجع كرة القدم المحترفة.كوم (الإنجليزية)